# Singoli al numero uno in Italia nel 1993
La seguente è una lista dei singoli al numero uno delle classifiche di vendita in Italia nel 1993.
| Inizio settimana | Canzone                        | Artista         |
| ---------------- | ------------------------------ | --------------- |
| 2 gennaio        | Dur dur d'être bébé            | Jordy           |
| 9 gennaio        | Dur dur d'être bébé            | Jordy           |
| 16 gennaio       | Gli spari sopra                | Vasco Rossi     |
| 23 gennaio       | Gli spari sopra                | Vasco Rossi     |
| 30 gennaio       | Gli spari sopra                | Vasco Rossi     |
| 6 febbraio       | Gli spari sopra                | Vasco Rossi     |
| 13 febbraio      | Gli spari sopra                | Vasco Rossi     |
| 20 febbraio      | Gli spari sopra                | Vasco Rossi     |
| 27 febbraio      | If I Ever Lose My Faith in You | Sting           |
| 6 marzo          | Mistero                        | Enrico Ruggeri  |
| 13 marzo         | La solitudine                  | Laura Pausini   |
| 20 marzo         | La solitudine                  | Laura Pausini   |
| 27 marzo         | La solitudine                  | Laura Pausini   |
| 3 aprile         | Sei un mito                    | 883             |
| 10 aprile        | Sei un mito                    | 883             |
| 17 aprile        | Sei un mito                    | 883             |
| 24 aprile        | Sei un mito                    | 883             |
| 1 maggio         | Sei un mito                    | 883             |
| 8 maggio         | Sei un mito                    | 883             |
| 15 maggio        | Sei un mito                    | 883             |
| 22 maggio        | Sei un mito                    | 883             |
| 29 maggio        | Sei un mito                    | 883             |
| 5 giugno         | All That She Wants             | Ace of Base     |
| 12 giugno        | All That She Wants             | Ace of Base     |
| 19 giugno        | What is love                   | Haddaway        |
| 26 giugno        | What is love                   | Haddaway        |
| 3 luglio         | What is love                   | Haddaway        |
| 10 luglio        | What is love                   | Haddaway        |
| 17 luglio        | All That She Wants             | Ace of Base     |
| 24 luglio        | All That She Wants             | Ace of Base     |
| 31 luglio        | Gli spari sopra                | Vasco Rossi     |
| 7 agosto         | Gli spari sopra                | Vasco Rossi     |
| 14 agosto        | Gli spari sopra                | Vasco Rossi     |
| 21 agosto        | All That She Wants             | Ace of Base     |
| 28 agosto        | All That She Wants             | Ace of Base     |
| 4 settembre      | All That She Wants             | Ace of Base     |
| 11 settembre     | All That She Wants             | Ace of Base     |
| 18 settembre     | Mr. Vain                       | Culture Beat    |
| 25 settembre     | Mr. Vain                       | Culture Beat    |
| 2 ottobre        | Living on My Own               | Freddie Mercury |
| 9 ottobre        | Living on My Own               | Freddie Mercury |
| 16 ottobre       | Living on My Own               | Freddie Mercury |
| 23 ottobre       | Living on My Own               | Freddie Mercury |
| 30 ottobre       | Living on My Own               | Freddie Mercury |
| 6 novembre       | Living on My Own               | Freddie Mercury |
| 13 novembre      | Living on My Own               | Freddie Mercury |
| 20 novembre      | Living on My Own               | Freddie Mercury |
| 27 novembre      | Come mai                       | 883 e Fiorello  |
| 4 dicembre       | Living on My Own               | Freddie Mercury |
| 11 dicembre      | Living on My Own               | Freddie Mercury |
| 18 dicembre      | Penso positivo                 | Jovanotti       |
| 25 dicembre      | Penso positivo                 | Jovanotti       |